# جابر الحضرمي
جابر مرعي الحضرمي لاعب كرة قدم سعودي، يلعب في خط الوسط في نادي الهداية.

## مسيرة اللاعب
لعب سابقاً في الفئات السنية في نادي النهضة ونادي الساحل ونادي العروبة ونادي النهضة ونادي الروضة ونادي الحوراء ونادي الهداية.